# Хімік (футбольний клуб, Світлогорськ)
«Хімік» Світлогорськ — білоруський футбольний клуб з міста Світлогорська. Заснований у 1971 під назвою «Паперовик» Світлогорськ. Від 1972 брав участь у чемпіонаті БРСР з футболу. Після розпаду СРСР незмінно виступає в Першій лізі чемпіонату Білорусі.

## Колишні назви
- «Паперовик» Світлогорськ 1971—1972, 1986—1987
- «Будівельник» Світлогорськ 1973
- «Буровик» Світлогорськ 1974—1975
- «Хімік» Світлогорськ 1976—1985, 1988—1996, з 2000 року
- «Комунальник» Світлогорськ 1997—2000

## Рекордсмени клубу
- Найбільша кількість матчів за клуб — Павло Шелухін (346 ігор)
- Найбільша кількість голів за клуб — Володимир Кравчук (90 голів)
- Найбільша кількість голів за сезон — Володимир Кравчук (23 голи в сезоні 1992/1993)

## Колишні гравці
- Сергій Бондін (1992—1996)
- Геннадій Близнюк (1998)
- Сергій Туранок (2009—2010)
- Ігор Зенькович (2007)

## Турнірні положення в першій лізі
- 1992 — 9 місце
- 1992/1993 — 4 місце
- 1993/1994 — 9 місце
- 1994/1995 — 9 місце
- 1995 — 8 місце
- 1996 — 3 місце
- 1997 — 7 місце
- 1998 — 9 місце
- 1999 — 4 місце
- 2000 — 14 місце
- 2001 — 4 місце
- 2002 — 13 місце
- 2003 — 7 місце
- 2004 — 9 місце
- 2005 — 7 місце
- 2006 — 3 місце
- 2007 — 5 місце
- 2008 — 2 місце
- 2009 — 7 місце
- 2010 — 8 місце
- 2011 — 14 місце
- 2012 — 13 місце
- 2013 — 10 місце
- 2014 — 8 місце
- 2015 — 12 місце
- 2016 — 12 місце
- 2017 — 9 місце